# Blood Mountain
Blood Mountain er et konceptalbum af heavy metal-gruppen Mastodon. Det er Mastodons tredje studiealbum og blev udgivet i september 2006. Som det foregående album Leviathan er Blood Mountain et konceptalbum med en sammenhængende historie og et gennemgående tema. 
Der medvirkede flere kendte musikere på Blood Mountain, bl.a. sangeren Scott Kelly fra det amerikanske metalband Neurosis og Josh Homme fra Queens of the Stone Age.

## Spor
1. "The Wolf Is Loose" – 3:34
2. "Crystal Skull" – 3:27
3. "Sleeping Giant" – 5:36
4. "Capillarian Crest" – 4:25
5. "Circle of Cysquatch" – 3:19
6. "Bladecatcher" – 3:20
7. "Colony of Birchmen" – 4:19
8. "Hunters of the Sky" – 3:52
9. "Hand of Stone" – 3:30
10. "This Mortal Soil" – 5:00
11. "Siberian Divide" – 5:32
12. "Pendulous Skin" – 22:15